# Carl Christian Heinrich Rost

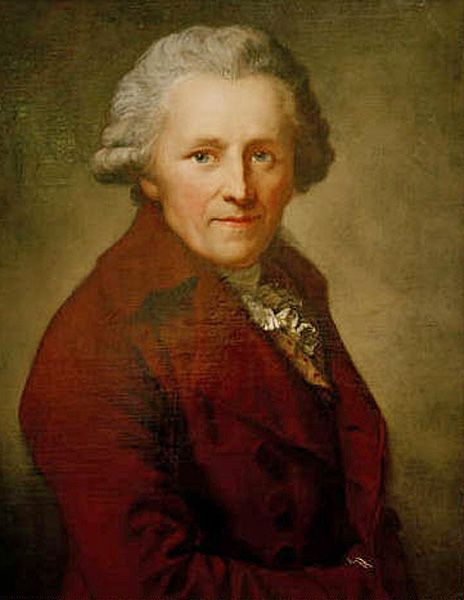
Carl Christian Heinrich Rost, Ölgemälde von Anton Graff, um 1794

Carl Christian Heinrich Rost (* 20. März 1742 in Leipzig; † 29. März 1798 ebenda) war in Leipzig Kunsthändler bzw. Produzent von Kunstwaren und Kunstschriftsteller.

## Leben
Carl Christian Heinrich Rost war der Sohn des Dichters und Schriftstellers Johann Christoph Rost (1717–1765), der in Leipzig Jura und schöne Künste studiert hatte und noch im Geburtsjahr seines Sohnes nach Dresden übersiedelte, wo er 1744 Sekretär und Bibliothekar beim sächsischen Minister Heinrich von Brühl (1700–1763) wurde. Seine intellektuelle und kulturelle Prägung erhielt der junge Carl Christian Heinrich bereits im Elternhaus. Als Jugendlicher reiste er viel, sprach englisch und französisch und erhielt in Leipzig eine kaufmännische Ausbildung.
Bei seiner Anstellung in der Handlung für Luxuswaren und Kunstsachen von Johann Georg Oetterich Retz im Auerbachschen Hof in Leipzig konnte er seine merkantilen Fähigkeiten und seine Ambitionen auf dem Gebiet der Kunst verbinden und nach der Übernahme des Geschäfts 1779, nun als Rostische Kunsthandlung, nach seinem Willen gestalten.

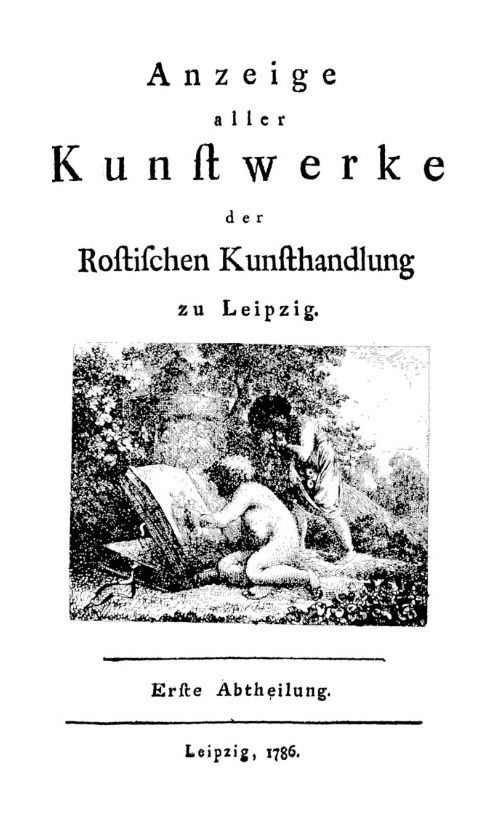
Deckblatt zum ersten Teil des dreibändigen Katalogs der Rostischen Kunsthandlung für 1786

 Das Geschäft entwickelte sich günstig und hatte bald überregionale Bedeutung. Zu seinen Kunden gehörten unter anderen  Johann Wilhelm Ludwig Gleim (1719–1802) und Johann Wolfgang von Goethe (1749–1832). Rost konnte gegenüber seinem Weimarer Partner und Konkurrenten Martin Gottlieb Klauer zumindest bis zu seinem Tod 1798 eine deutlich umfangreichere Produktpalette aufweisen. Klauers Nachfolger, sein Sohn Ludwig Klauer seinerseits erweiterte die Produktpalette seines Vaters, wenn überhaupt, nur unwesentlich.
Rosts Angebot umfasste beispielsweise Handzeichnungen, Kupferstiche, Gemälde, optische, mathematische und physikalische Instrumente, Musikinstrumente und Noten, Abdrucke von antiken Gemmen, in Kork modellierte Monumente Italiens nach der Art Antonio Chichis (1743–1816), Möbel, Tafelgeschirr, Vasen, Leuchter und Lampen. Zwischen 1779 und 1794 erschienen fünf mehrbändige Verzeichnisse seiner Angebote.
Er vertrieb auch Abgüsse von antiken Büsten, Statuen und Gruppen, die er zum Teil selbst herstellte, wozu er auch von reisenden italienischen Gipshändlern die Formen zum Nachguss erwarb. Dazu hatte er eine Werkstatt auf dem Dachboden des Gewandhauses eingerichtet, die später in einen Neubau am hallischen Tor verlegt wurde.  Er verwendete neben dem Gips auch ein selbst erfundenes witterungsbeständiges Material. Vom Dresdner Hof erlangte er exklusiv die Genehmigung zur Abformung der Exponate der Dresdner Antikensammlung.
Rost war auch schriftstellerisch tätig. Er übersetzte anonym englische Lustspiele und schrieb den Text zu dem Oratorium „Die Feier der Christen auf Golgatha“, das von Johann Gottfried Schicht (1753–1823) vertont wurde.
Von 1786 bis 1793 war er Mitglied des Gewandhausdirektoriums. Unter den Leipziger Händlern war er geachtet, 1794 wurde er Kramermeister, also Vorsteher der Leipziger Kramerzunft. Aus diesem Anlass ließ er sich von Anton Graff (1736–1813) porträtieren. In seinen letzten Lebensjahren widmete er sich seinem neunbändigen Handbuch für Kunstliebhaber und Sammler über die vornehmsten Kupferstecher und ihre Werke.
Rost war zweimal verheiratet. Der ersten Ehe mit Charlotte Henriette, geb. Wipacher, (1762–1783) entstammte die Tochter Henriette Friederica (* 1780), die zweite Ehefrau war Henriette Wilhelmine Dorothea, geb. Köllner. Er starb 1798 und wurde auf dem Alten Johannisfriedhof beigesetzt. Über seinen Tod hinaus wurde die Rostische Kunsthandlung noch bis mindestens 1813 weitergeführt.

## Veröffentlichungen
- Anonyme Übersetzungen aus dem Englischen: Richard Cumberland: Die Brüder, Leipzig 1770. John Vanbrugh: Das Land-Haus, Leipzig 1770. Richard Cumberland: Miß Obre oder die gerettete Unschuld, Leipzig 1774
- Carl Christian Heinrich Rost, Johann Gottfried Schicht (Musik): Die Feier der Christen auf Golgatha. Oratorium, 1784
- Michael Huber, Carl Christian Heinrich Rost: Handbuch für Kunstliebhaber und Sammler über die vornehmsten Kupferstecher und ihre Werke. Vom Anfange dieser Kunst bis auf gegenwärtige Zeit; chronologisch und in Schulen geordnet, 9 Bände, Zürich 1796–1804 (Digitalisat).